# Palaeocharinidae
Famille
Les Palaeocharinidae sont une famille fossile d'arachnides de l'ordre également fossile des Trigonotarbida. Les espèces de cette famille datent du Dévonien.

## Liste des genres
Selon The World Spider Catalog 11.0 :
- †Aculeatarbus Shear, Selden & Rolfe, 1987
- †Gelasinotarbus Shear, Selden & Rolfe, 1987
- †Gigantocharinus Shear, 2000
- †Gilboarachne Shear, Selden & Rolfe, 1987
- †Palaeocharinus Hirst, 1923, genre type

## Classification
La famille des Palaeocharinidae est décrite par Arthur Stanley Hirst en 1923,.

### Publication originale
- [1923] (en) Arthur Stanley Hirst, « On some arachnid remains from the Old Red Sandstone (Rhynie Chert bed, Aberdeenshire) », Annals and Magazine of Natural History, 9e série, vol. 12,‎ 1923, p. 455–474. .